# Gemma Ventura i Farré
Gemma Ventura i Farré   (el Vendrell, 5 de novembre de 1990) és una periodista i escriptora catalana, que treballa a la revista digital Catorze. Abans, havia estat mestra de primària especialitzada en música. Ventura va guanyar el Premi Josep Pla de narrativa el 2023 amb la novel·la de debut La llei de l'hivern. Aquesta obra, escrita sota el pseudònim de Laura Vallclara, explora el tema de la solitud i com fer front a les absències mitjançant la memòria i la imaginació.

## Obra
- 2023 — La llei de l'hivern (Barcelona: Destino).